# Giải Grammy cho Trình diễn giọng R&B nam xuất sắc nhất
Giải Grammy cho Trình diễn giọng R&B nam xuất sắc nhất đã được trao từ năm 1968 đến năm 2011. Giải thưởng này đã thay đổi qua một vài cái tên sau:
- Năm 1968, giải thưởng được trao là Trình diễn solo giọng R&B hay nhất, nam
- Từ năm 1969 đến 1994, giải thưởng được trao là Trình diễn giọng R&B xuất sắc nhất, nam
- Từ năm 1995 trở đi, giải thưởng được trao là Trình diễn giọng R&B nam xuất sắc nhất

Hạng mục này đã bị ngừng trao kể từ năm 2012 trong một cuộc đại tu chỉnh các hạng mục giải thưởng. Theo đó nó được hợp nhất với các giải Trình diễn giọng R&B nữ xuất sắc nhất và Bộ đôi hoặc nhóm trình diễn R&B xuất sắc nhất để trở thành giải Trình diễn R&B xuất sắc nhất.
Cột "Năm" là năm mà giải thưởng được trao, cho các tác phẩm được phát hành trong năm trước đó.

## Danh sách
| Năm[I] | Người đoạt giải      | Tác phẩm                                                   | Các đề cử khác | C.t          |
| ------ | -------------------- | ---------------------------------------------------------- | --- | ------------ |
| 1967   | Ray Charles          | "Crying Time"                                              | - "It's A Man's Man's Man's World" – James Brown - "Love Is a Hurtin' Thing" – Lou Rawls - "Uptight (Everything's Alright)" – Stevie Wonder - "When a Man Loves a Woman" – Percy Sledge                  | [ 1 ] [ 2 ]  |
| 1968   | Lou Rawls            | "Dead End Street"                                          | - "Funky Broadway" – Wilson Pickett - "Higher and Higher" – Jackie Wilson - "Skinny Legs and All" – Joe Tex - "Try A Little Tenderness" – Otis Redding                                                   | [ 1 ] [ 3 ]  |
| 1969   | Otis Redding         | "(Sittin' on) the Dock of the Bay"                         | - "For Once in My Life" – Stevie Wonder - "(You Keep Me) Hangin' On" – Joe Simon - "I Heard It through the Grapevine" – Marvin Gaye - "Who's Making Love" – Johnnie Taylor                               | [ 1 ] [ 4 ]  |
| 1970   | Joe Simon            | "The Chokin' Kind"                                         | - Doing His Thing – Ray Charles - The Ice Man Cometh – Jerry Butler - Live & Well – B.B. King - "Your Good Thing (Is About to End)" – Lou Rawls                                                          | [ 1 ] [ 5 ]  |
| 1971   | B.B. King            | "The Thrill Is Gone"                                       | - "Get Me Back On Time, Engine Number 9" – Wilson Pickett - "Patches" – Clarence Carter - "Signed, Sealed, Delivered I'm Yours" – Stevie Wonder - "War" – Edwin Starr                                    | [ 1 ] [ 6 ]  |
| 1972   | Lou Rawls            | "A Natural Man"                                            | - "Ain't Nobody Home" – B.B. King - Inner City Blues (Make Me Wanna Holler) – Marvin Gaye - Never Can Say Goodbye – Isaac Hayes - We Can Work It Out – Stevie Wonder                                     | [ 1 ] [ 7 ]  |
| 1973   | Billy Paul           | "Me and Mrs. Jones"                                        | - "Drowning in the Sea of Love" – Joe Simon - "Freddie's Dead" – Curtis Mayfield - "I Gotcha" – Joe Tex - "Look What They've Done To My Song, Ma" – Ray Charles                                          | [ 1 ] [ 8 ]  |
| 1974   | Stevie Wonder        | "Superstition"                                             | - "Call Me (Come Back Home)" – Al Green - "I'm Gonna Love You Just a Little More Baby" – Barry White - "Keep on Truckin'" – Eddie Kendricks - "Let's Get It On" – Marvin Gaye                            | [ 1 ] [ 9 ]  |
| 1975   | Stevie Wonder        | "Boogie on Reggae Woman"                                   | - "Boogie Down" – Eddie Kendricks - "Hang on in There Baby" – Johnny Bristol - Marvin Gaye Live! – Marvin Gaye - "Rock Your Baby" – George McCrae                                                        | [ 1 ] [ 10 ] |
| 1976   | Ray Charles          | Living for the City                                        | - Chocolate Chip – Isaac Hayes - "L.O.V.E." – Al Green - "Love Won't Let Me Wait" – Major Harris - "Supernatural Thing, Part I" – Ben E. King                                                            | [ 1 ] [ 11 ] |
| 1977   | Stevie Wonder        | "I Wish"                                                   | - "Disco Lady" – Johnnie Taylor - "Groovy People" – Lou Rawls - "I Need You, You Need Me" – Joe Simon - "I Want You" – Marvin Gaye - "Lowdown" – Boz Scaggs                                              | [ 1 ] [ 12 ] |
| 1978   | Lou Rawls            | Unmistakably Lou                                           | - "A Real Mother For Ya" – Johnny "Guitar" Watson - "Ain't Gonna Bump No More (With No Big Fat Woman)" – Joe Tex - "Got To Give It Up (Part 1)" – Marvin Gaye - "It's Just a Matter of Time" – B.B. King | [ 1 ] [ 13 ] |
| 1979   | George Benson        | "On Broadway"                                              | - "Close the Door" – Teddy Pendergrass - "Dance with Me" – Peter Brown - "I Can See Clearly Now" – Ray Charles - "When You Hear Lou, You've Heard It All" – Lou Rawls                                    | [ 1 ] [ 14 ] |
| 1980   | Michael Jackson      | "Don't Stop 'Til You Get Enough"                           | - "Cruisin'" – Smokey Robinson - "Don't Let Go" – Isaac Hayes - "Love Ballad" – George Benson - "Mama Can't Buy You Love" – Elton John - "Some Enchanted Evening" – Ray Charles                          | [ 1 ] [ 15 ] |
| 1981   | George Benson        | Give Me the Night                                          | - "Let's Get Serious" – Jermaine Jackson - "Master Blaster (Jammin')" – Stevie Wonder - "Never Givin' Up" – Al Jarreau - One in a Million You – Larry Graham                                             | [ 1 ] [ 16 ] |
| 1982   | James Ingram         | "One Hundred Ways"                                         | - "I Can't Live Without Your Love" – Teddy Pendergrass - Never Too Much – Luther Vandross - "She's a Bad Mama Jama (She's Built, She's Stacked)" – Carl Carlton - Street Songs – Rick James              | [ 1 ] [ 16 ] |
| 1983   | Marvin Gaye          | "Sexual Healing"                                           | - "Do I Do" – Stevie Wonder - "Forever, For Always, For Love" – Luther Vandross - "The Other Woman" – Ray Parker, Jr. - "Turn Your Love Around" – George Benson                                          | [ 1 ] [ 16 ] |
| 1984   | Michael Jackson      | "Billie Jean"                                              | - "International Lover" – Prince - Midnight Love – Marvin Gaye - "Party Animal" – James Ingram - Stay With Me Tonight – Jeffrey Osborne                                                                  | [ 1 ] [ 16 ] |
| 1985   | Billy Ocean          | "Caribbean Queen (No More Love on the Run)"                | - Don't Stop – Jeffrey Osborne - In the Name of Love – Bill Withers - It's Your Night – James Ingram - "The Woman In Red" – Stevie Wonder                                                                | [ 1 ] [ 16 ] |
| 1986   | Stevie Wonder        | In Square Circle                                           | - Chinese Wall – Philip Bailey - High Crime – Al Jarreau - The Night I Fell in Love – Luther Vandross - "You Are My Lady" – Freddie Jackson                                                              | [ 1 ] [ 16 ] |
| 1987   | James Brown          | "Living in America"                                        | - "Give Me The Reason" – Luther Vandross - Love Zone – Billy Ocean - "The Rain" – Oran "Juice" Jones - "Since I Fell For You" – Al Jarreau                                                               | [ 1 ] [ 16 ] |
| 1988   | Smokey Robinson      | "Just to See Her"                                          | - "Bad" – Michael Jackson - "In The Midnight Hour" – Wilson Pickett - "Lies" – Jonathan Butler - "Skeletons" – Stevie Wonder                                                                             | [ 1 ] [ 16 ] |
| 1989   | Terence Trent D'Arby | Introducing the Hardline According to Terence Trent D'Arby | - Any Love – Luther Vandross - Characters – Stevie Wonder - Joy – Teddy Pendergrass - "Nite and Day" – Al B. Sure!                                                                                       | [ 1 ] [ 16 ] |
| 1990   | Bobby Brown          | "Every Little Step"                                        | - "Batdance" – Prince - Heart's Horizon – Al Jarreau - "She Won't Talk to Me" – Luther Vandross - "We've Saved the Best for Last" – Smokey Robinson                                                      | [ 1 ] [ 16 ] |
| 1991   | Luther Vandross      | "Here and Now"                                             | - Johnny Gill – Johnny Gill - "Misunderstanding" – Al B. Sure! - "Round and Round" – Tevin Campbell - "Whip Appeal" – Babyface                                                                           | [ 1 ] [ 16 ] |
| 1992   | Luther Vandross      | Power of Love/Love Power                                   | - "Can You Stop the Rain" – Peabo Bryson - "Gotta Have You" – Stevie Wonder - "How Can You Mend A Broken Heart?" – Teddy Pendergrass - "Kissing You" – Keith Washington - Love Over-Due – James Brown    | [ 1 ] [ 16 ] |
| 1993   | Al Jarreau           | Heaven and Earth                                           | - "Humpin' Around" – Bobby Brown - "Jam" – Michael Jackson - "Lost in the Night" – Peabo Bryson - T.E.V.I.N. – Tevin Campbell                                                                            | [ 1 ] [ 16 ] |
| 1994   | Ray Charles          | "A Song for You"                                           | - "Can We Talk" – Tevin Campbell - "For the Cool in You" – Babyface - "How Deep Is Your Love" – Luther Vandross - "Voodoo" – Teddy Pendergrass                                                           | [ 1 ] [ 16 ] |
| 1995   | Babyface             | "When Can I See You"                                       | - "Always and Forever" – Luther Vandross - "I'm Ready" – Tevin Campbell - "Practice What You Preach" – Barry White - "Wait for the Magic" – Al Jarreau                                                   | [ 1 ] [ 16 ] |
| 1996   | Stevie Wonder        | "For Your Love"                                            | - "Baby's Home" – Barry White - "Brown Sugar" – D'Angelo - "I Hate U" – Prince - "This Is How We Do It" – Montell Jordan                                                                                 | [ 1 ] [ 16 ] |
| 1997   | Luther Vandross      | "Your Secret Love"                                         | - "A Change Is Gonna Come" – Al Green - "Lady" – D'Angelo - "Like a Woman" – Tony Rich Project - "New World Order" – Curtis Mayfield                                                                     | [ 1 ] [ 16 ] |
| 1998   | R. Kelly             | "I Believe I Can Fly"                                      | - "Back To Living Again" – Curtis Mayfield - "For You" – Kenny Lattimore - "When You Call On Me / Baby That's When I Come Runnin'" – Luther Vandross - "You Make Me Wanna..." – Usher                    | [ 1 ] [ 16 ] |
| 1999   | Stevie Wonder        | "St. Louis Blues"                                          | - "I Know" – Luther Vandross - "Maybe You" – Maxwell - "My Way" – Usher - "The Only One for Me" – Brian McKnight                                                                                         | [ 1 ] [ 16 ] |
| 2000   | Barry White          | "Staying Power"                                            | - "Did You Ever Know" – Peabo Bryson - "Fortunate" – Maxwell - "Sweet Lady" – Tyrese - "When A Woman's Fed Up" – R. Kelly                                                                                | [ 1 ] [ 16 ] |
| 2001   | D'Angelo             | "Untitled (How Does It Feel)"                              | - "I Wanna Know" – Joe - "I Wish" – R. Kelly - "Stay or Let It Go" – Brian McKnight - "Thong Song" – Sisqo                                                                                               | [ 1 ] [ 16 ] |
| 2002   | Usher                | "U Remind Me"                                              | - "Lifetime" – Maxwell - "Love" – Musiq Soulchild - "Love of My Life" – Brian McKnight - "Missing You" – Case                                                                                            | [ 1 ] [ 16 ] |
| 2003   | Usher                | "U Don't Have to Call"                                     | - "Halfcrazy" – Musiq Soulchild - "Let's Stay Home Tonight" – Joe - "Take a Message" – Remy Shand - "The World's Greatest" – R. Kelly                                                                    | [ 1 ] [ 16 ] |
| 2004   | Luther Vandross      | "Dance with My Father"                                     | - "How You Gonna Act Like That" – Tyrese - "Shoulda, Woulda, Coulda" – Brian McKnight - "Step in the Name of Love" – R. Kelly - "Superstar" – Ruben Studdard                                             | [ 1 ] [ 16 ] |
| 2005   | Prince               | "Call My Name"                                             | - "Burn" – Usher - "Charlene" – Anthony Hamilton - "Happy People" – R. Kelly - "What We Do Here" – Brian McKnight                                                                                        | [ 1 ] [ 16 ] |
| 2006   | John Legend          | "Ordinary People"                                          | - "Creepin'" – Jamie Foxx - "Let Me Love You" – Mario - "So What the Fuss" – Stevie Wonder - "Superstar" – Usher                                                                                         | [ 1 ] [ 16 ] |
| 2007   | John Legend          | "Heaven"                                                   | - "Black Sweat" – Prince - "Got You Home" – Luther Vandross - "I Call It Love" – Lionel Richie - "So Sick" – Ne-Yo                                                                                       | [ 1 ] [ 16 ] |
| 2008   | Prince               | "Future Baby Mama"                                         | - "Because of You" – Ne-Yo - "B.U.D.D.Y." – Musiq Soulchild - "Please Don't Go" – Tank - "Woman" – Raheem DeVaughn                                                                                       | [ 1 ] [ 16 ] |
| 2009   | Ne-Yo                | "Miss Independent"                                         | - "Can't Help but Wait" – Trey Songz - "Here I Stand" – Usher - "Take You Down" – Chris Brown - "You're the Only One" – Eric Benét                                                                       | [ 1 ] [ 16 ] |
| 2010   | Maxwell              | "Pretty Wings"                                             | - "The Point Of It All" – Anthony Hamilton - "SoBeautiful" – Musiq Soulchild - "There Goes My Baby" – Charlie Wilson - "Under" – Pleasure P                                                              | [ 1 ] [ 16 ] |
| 2011   | Usher                | "There Goes My Baby"                                       | - "Finding My Way Back" – Jaheim - "Second Chance" – El DeBarge - "We're Still Friends" – Musiq Soulchild - "Why Would You Stay" – Kem                                                                   | [ 1 ] [ 16 ] |

## Thống kê

### Đoạt giải nhiều nhất
| Thứ hạng         | Thứ 1         | Thứ 2           | Thứ 3           |
| ---------------- | ------------- | --------------- | --------------- |
| Nghệ sĩ          | Stevie Wonder | Luther Vandross | Lou Rawls Usher |
| Số lần đoạt giải | 7 lần         | 4 lần           | 3 lần           |

Đề cử nhiều nhất
| Rank       | Thứ 1         | Thứ 2           | Thứ 3             |
| ---------- | ------------- | --------------- | ----------------- |
| Nghệ sĩ    | Stevie Wonder | Luther Vandross | Marvin Gaye Usher |
| Tổng đề cử | 16 đề cử      | 15 đề cử        | 8 đề cử           |